# 列侯
列侯，原稱徹侯，是從戰國到南朝陳的一種中國爵位。

## 戰國、秦朝
戰國時代，許多諸侯國廢除了春秋時期通行的卿大夫的采邑制度，設置郡、縣。隨之出現了徹侯、君等具有食邑的封爵。秦國自商鞅變法後，採取二十等爵制，徹侯為最高一等，其次爲關內侯，均有食邑。漢朝建立後，延續此項制度。徹侯以縣、鄉或亭爲食邑，即爲侯國，“金印紫綬，功大者食縣，小者食鄉、亭，得臣其所食吏民。”，其他諸爵得食俸祿如官吏。

## 漢朝
徹侯為漢代異姓臣子的最高封爵，後避漢武帝劉徹諱，改徹侯為通侯，也稱列侯。

### 西漢
西漢的列侯獲封縣，封地稱國，各列侯食邑高低不等，少者百戶，多者如長平侯、冠軍侯等可達萬戶。列侯國置國相一人，相當於縣之令、長。列侯自置家丞、舍人、庶子、門大夫、洗馬、行人等家臣。列侯如果不任職或娶公主，就需要去封國居住，稱為“就國”或“歸故國”。列侯居京師則主爵中尉領之，就國則郡守時時巡察之。
起初漢高祖劉邦曾定下白馬之盟，稱：“若無功上所不置而侯者，天下共誅之”，但一直沒有被遵循，相反，拜相者必封侯，尚主者必封侯，以及皇后父親兄弟必封侯，成為漢朝慣例。

### 東漢
東漢列侯共分五等，分別為縣侯、都鄉侯、鄉侯、都亭侯及亭侯。縣侯以縣立國，制度與西漢相同。鄉侯、亭侯不立國，只設置家臣。適時列侯若是無子便會在去世後被國家收回爵位，非直系成員會在一定條件下被紹繼封侯。東漢一朝由於低等列侯的氾濫，列侯之間地位的差距逐漸拉大。列侯之間地位通常也有高低不等，其具體等級往往由“品位性銜號”與食邑大小來標誌，如萬戶侯往往勝於千戶侯，特進侯往往勝於下士小國侯及隈諸侯。
蜀漢、孫吳的制度同東漢。
例如漢壽亭侯關羽，是漢壽的亭侯。

## 曹魏
魏國初期繼承東漢制度，列侯仍然為非宗室的異姓臣僚之最高封爵。咸熙元年（264年），在晉王司馬昭的主持下，創建了五等爵，列侯居於五等爵之下，遂成為異姓的較低封爵。自此到南朝宋，五等爵與列侯中均有縣侯。

## 晉朝
晉朝繼承魏末制度，列侯分縣侯、鄉侯、亭侯三等，食邑高低不等，都不立國，自置家丞、庶子。五等爵分居第一品、第二品，縣侯為第三品，鄉侯為第四品，亭侯為第五品。

## 南朝
南朝宋的制度與晉朝相同。南齊時期，因五等爵制中也有縣侯，因此最終取消了列侯中的縣侯，只留下了鄉侯、亭侯兩等。陳朝爵制，鄉侯、亭侯均為第八品，視千石。589年，隋朝滅陳，列侯一爵也隨之結束。

### 註腳
1. ↑  《通典·卷三十一》
2. ↑  尤佳：《東漢列侯爵位制度》，雲南大學出版社2015，p.47-48, 52, 73
3. ↑  王安泰，《開建五等—西晉五等爵制成立的歷史考察》
4. ↑  《隋書•志第二十一•百官上》

### 書目
- 隋書
- 通典
- 王安泰：《開建五等—西晉五等爵制成立的歷史考察》
- 尤佳：《東漢列侯爵位制度》雲南大學出版社2015